# Emanuel Švagerka
Emanuel Švagerka (16. prosince 1863, Chrudim – září 1938) byl český hostinský, politik a zakladatel Práva lidu. 

## Životopis
Emanuel Švagerka se narodil 16. prosince 1863 v Chrudimi jako syn obchodníka Josefa Švagerky a Anny Švagerkové, rozené Pilnáskové. Pokřtěn byl 20. prosince 1863. Krátce se učil ve Vídni, kde se zapojil do počátků českého dělnického hnutí, avšak protože nemohl najít jako slévač práci, odešel do Hradce Králové, kde krátce pracoval ve Spojených strojírnách. Ze strojíren byl údajně vyhozen pro svou „přílišnou horlivost ve věcech dělnických, pro neustálou obranu těch, kterým je bohatými a váženými občany ubližováno.“
V devadesátých letech 19. století pracoval jako výčepní v hotelu Plakvič. Zde také 27. dubna 1893 vydal první číslo sociálně demokratických novin Právo lidu. Majitelům hotelu Plakvič však vadilo, že si redakce vyvěsila venku ceduli s nápisem Právo lidu a odmítala ji odstranit, proto došlo k vypovězení nájemní smlouvy.
Roku 1902 staví sám (podle návrhu Josefa Mudry) hostinec na rohu dnešní Všehrdovy a Nerudovy ulice, který se stává sídlem Práva lidu. V roce 1911 je přistavěna přístavba. Budova se stává útočištěm dělnických hnutí a od 1. prosince 1920 zde sídlí i deník Pochodeň. Po vzniku Komunistické strany Československa se Švagerka stává jejím členem a do jeho hostince jezdí představitelé strany, v roce 1937 se zde setkává i s Klementem Gottwaldem. 
Emanuel Švagerka umírá v září 1938. Hostinskou koncesi po něm přebírá jeho syn a v roce 1959 se z jeho domu stává Muzeum dělnického hnutí.